# Тековськи Градок
Тековськи Градок (словац. Tekovský Hrádok) — село, громада округу Левіце, Нітранський край. Кадастрова площа громади — 7.32 км².
Населення 365 осіб (станом на 31 грудня 2018 року).

## Історія
Тековськи Градок згадується 1232 року.

## Населення
| Рік:            | 1994. | 2004.   | 2014.   | 2024.   |
| --------------- | ----- | ------- | ------- | ------- |
| Кількість осіб: | 307   | 327     | 355     | 370     |
| Різниця:        |       | +6,51 % | +8,56 % | +4,22 % |

| Рік:            | 2023. | 2024.   |
| --------------- | ----- | ------- |
| Кількість осіб: | 371   | 370     |
| Різниця:        |       | -0,26 % |